# Emil Janson
Emil Janson, född 4 mars 1881 i Stockholm, död där 27 juni 1954, var en svensk källarmästare.

## Biografi
Janson praktiserade inom restaurangyrket i Tyskland, England och Frankrike 1898–1907. Vid hemkomsten blev han våningschef på Grand Hôtel. Han var hovmästare på Hasselbacken 1911-1912, innehavare av Restaurang Gustav Adolf på Regeringsgatan 1912-1921 och delägare i Hasselbacken 1926–1930. 1931 blev han innehavare av Konstnärsbaren i Konstnärshuset vid Smålandsgatan 7. Från 1942 var han delägare i Grand Hôtel. År 1951 tog sonen Gunnar Janson över driften av Konstnärsbaren.